# Molly Sandén
Molly My Marianne Sandén (Huddinge, Estocolmo, 3 de julio de 1992), más conocida como Molly Sandén, es una cantante de pop, presentadora y actriz de voz sueca. Es una de las cantantes suecas más populares en Escandinavia. Ella participó en el Festival de la Canción de Eurovisión Junior 2006 llegando al tercer lugar con la canción "Det finaste någon kan få". Sandén también participó en el Melodifestivalen 2009 con la canción "Så vill stjärnorna", en 2012 con la canción "Why am I Crying" y en el Melodifestivalen 2016 con la canción "Youniverse", alcanzando la final las tres ocasiones, pero sin lograr el triunfo en ninguna de ellas. Tiene dos álbumes de estudio en el mercado y un EP. Molly Sandén fue la encargada de poner música en la boda del Príncipe Carlos Felipe de Suecia y Sofia Hellqvist.

## Biografía
Molly Sandén nació el 3 de julio de 1992 en Huddinge, una municipalidad con 100.000 habitantes situada al sur de la ciudad de Estocolmo, capital de Suecia. Es la mayor de tres hermanas. De pequeña acudió a la Escuela de Música de Adolf Fredrik en Estocolmo y después a la escuela secundaria Rytmus, donde tuvo una importante formación musical, finalizando sus estudios en el año 2011. Durante una entrevista, Molly aclaró que su niñez había sido compleja debido a que recibía burlas por su peso.

## Carrera musical

### 2006: Comienzos yEurovisión Junior 2006
Según declara en su página web, Molly comenzó a cantar prácticamente antes de saber hablar. Sin embargo, sus verdaderos comienzos se desarrollaron en un estudio de grabación situado en Gävle, donde componía e interpretaba sus propias canciones. En dicha ciudad, formó parte de un grupo musical formado por Alice Svensson, Amy Diamond, Zara Larsson y sus propias hermanas, Frida y Mimmi, cuyo nombre era Helge All Stars.
Con tan solo 14 años, Molly fue seleccionada para representar a su país en el Festival de la Canción de Eurovisión Junior de 2006, que se celebró en la Sala Polivalenta de la ciudad de Bucarest, en Rumanía, donde interpretó la canción "Det finaste någon kan få". En aquella edición, Suecia quedó en 3ª posición con 116 puntos, siendo el mejor resultado de dicho país en ese festival hasta la fecha (2015). El 31 de diciembre de dicho año apareció en el programa de Año Nuevo realizado en Skansen por la cadena pública sueca SVT1, donde interpretó la canción "Julens tid är här" junto a Magnus Carlsson, por aquel tiempo miembro del grupo Alcázar.

### 2007-2010: Salto a la fama, Melodifestivalen 2009 y álbumSamma himmel
En 2007, Molly realizó una gira junto a artistas suecos de renombre como Lasse Holm, Linda Bengtzing, Lotta Engberg, Lasse Berghagen, Charlotte Perrelli, Thomas Pettersson, Jan Johansen, Niklas Andersson, Benjamin Wahlgren y Magnus Johansson. Durante este año, realiza un dueto junto a Ola Svensson cantando "Du Är Musiken I Mig", versión en sueco de la canción "You are the music in me", que aparece en la película de Disney High School Musical 2. Esta misma canción fue interpretada por ambos cantantes durante la elección del representante de Suecia en Eurovisión Junior en el año 2007. Ella mismo fue la elegida para emitir los votos de su país durante este evento. 
Durante el verano de 2008, Molly volvió a realizar una gira por Suecia junto a artistas de renombre como Lasse Holm, Linda Bengtzing, Lotta Engberg, Thomas Pettersson, Mans Zelmerlöw, Nanne Grönvall, Stefan y Kim y Magnus Johansson. De esta gira se realizó un CD recopilatorio donde Molly Sandén interpretaba la versión en sueco de "Hallelujah" y la canción "Gabriellas sång". Su versión de la canción "Den underbara dagen du kommer hem" sirvió como música para el anuncio comercial de la empresa de comida rápida Sibylla. Molly puso voz a la versión sueca de la canción "Right here right now" junto a Brandur. 
Después de su experiencia en el Festival de Eurovisión Junior de 2006, Molly decidió presentar su candidatura para representar a Suecia en la versión adulta del concurso. Su canción "Så vill stjärnorna" quedó en última posición en la fase final del Melodifestivalen 2009 con tan solo 2 puntos. Esta canción fue incluida en su primer álbum, que llevaba por nombre Samma himmel. Este disco, íntegramente en sueco, contenía 12 canciones, entre ellas la interpretada en el Melodifestivalen 2009 y las canciones "Hallelujah" y "Gabrielas sång, que ya habían sido grabadas en el álbum recopilatorio en el que había colaborado un año antes. Este primer trabajo en solitario alcanzó el puesto 16 en la lista de álbumes de Suecia. 
A pesar de su fobia a la danza, Molly participó en el concurso Let's Dance en 2010, concurso televisado por la cadena TV4 formando pareja con Jonathan Näslund, alcanzando la cuarta posición. Junto al cantante noruego Bjørn Johan Muri, participó en la versión escandinava del programa My Camp Rock Scandinavia 2. Además, durante dicho año, Sandén puso voz a Rapunzel, en la versión sueca de dicha película.

### 2011-2013: Melodifestivalen 2012 y primer álbum en inglés,Unchained.
En 2011, Sandén participó en el programa Tillsammans för Världens barn, donde se ayuda a recaudar dinero para ayudar a niños desfavorecidos de todo el mundo. En él, interpretó la canción "Heal the World" de Michael Jackson y estrenó su nuevo sencillo "Spread a Little Light". Esta misma canción fue interpretada por la artista durante el descanso del Festival de Eurovisión Junior 2011 celebrado en Ereván, capital de Armenia. A finales de año, Molly apareció en el programa Bingolotto, donde interpretó "All I Want For Christmas Is You" de Mariah Carey junto a la banda Youngblood. 
La cantante volvió a participar en el Melodifestivalen del año 2012 con la canción "Why am I Crying", que había sido escrita por ella misma con la colaboración de Aleena Gibson y Windy Wagner. En esta ocasión, la canción finalizó en 5º lugar, no pudiendo representar a Suecia en el Festival de Eurovisión en ese año. En mayo de 2012, salió a la venta el segundo álbum de la cantante (íntegramente en inglés), que llevaba por título Unchained, y marcaba un cambio de estilo hacia canciones más bailables de estilo pop sueco. El álbum, que estuvo posicionado en el puesto 1º de la lista de álbumes de Suecia, incluía un dueto con el cantante danés Cristopher. Tras el éxito de dicho trabajo, Molly realizó una gira por toda Suecia, bajo el nombre Unchained Tour. Durante esta gira, Molly participó en el programa Allsång på Skansen y realizó conciertos en Gotemburgo, Falun, Helsingborg , Linköping y Sundsvall. En octubre de dicho año, Molly participó en el programa Rosabandetgalan en TV3 a favor de los niños con cáncer.

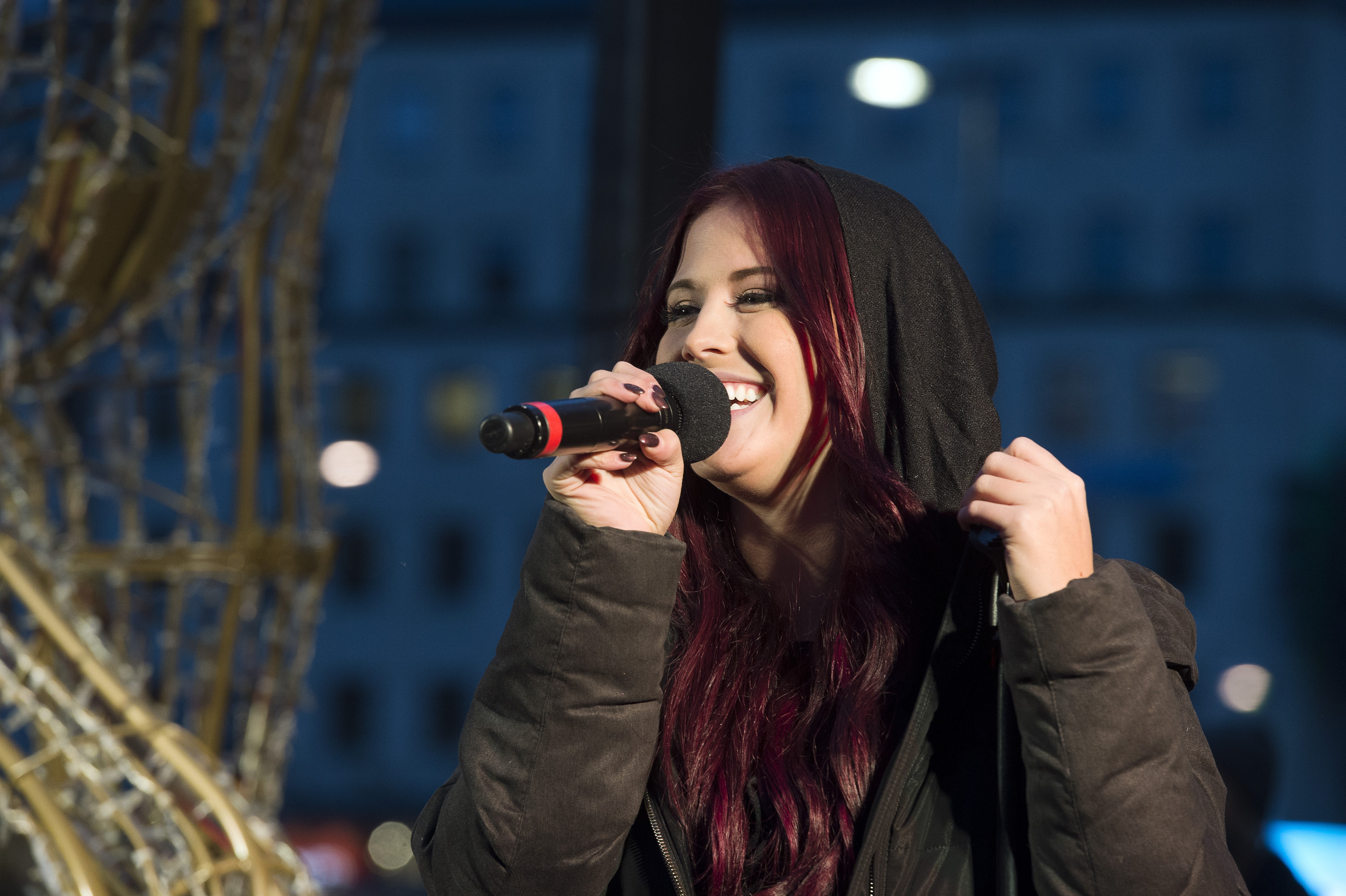
Molly Sandén durante un concierto en 2014.

En 2013, Molly Sandén fue nombrada embajadora de la Fundación de Amigos anti-bullying. Además, fue nombrada embajadora de la lucha contra el Sida y de la organización Star for life junto a Mans Zelrmerlöw.

### 2014-2016: EP,Like No One's Watching, y Melodifestivalen 2016.
En 2014, Molly publicó un nuevo sencillo, "Freak", canción que hablaba sobre el buylling y el rechazo a las personas por su aspecto físico. Su video, publicado el 8 de agosto, fue grabado en el Castillo de Tidö y un lago cercado, localizado cerca de la ciudad de Västerås, y cuenta con más de dos millones y medio de visitas en la cuenta oficial de la artista en Youtube.
Tres nuevos singles fueron publicados por la artista en el año 2015, "Phoenix", "Like No One's Watching" y "Satellites". El primer sencillo, "Phoenix", de corte pop-rock, fue lanzado el 23 de enero de 2015. Su videoclip fue dirigido por Rafael Edholm y fue grabado en Gärdet, Estocolmo. En junio, fue lanzado el nuevo sencillo "Like No One's Watching", convirtiéndose en un gran éxito en el panorama musical de Suecia, interpretándolo en programas como Sommarkrysset, Lotta på Liseberg o Allsång på Skansen. Además, la cantante publicó el EP del mismo nombre que contenía 6 canciones: "Like No One's Watching", "Satellites", "California Dream", "Phoenix", "Freak" y una versión acústica de "Like No One's Watching". En Otoño de ese mismo año fue lanzado "Satellites", sencillo de estilo pop-dance, un estilo mucho más comercial de lo que nos tiene acostumbrado la artista.
Durante la boda del Príncipe Carlos Felipe de Suecia y Sofía Hellqvist, Sandén fue la encargada de interpretar una canción compuesta por la propia Duquesa de Värmland para su esposo con la ayuda de Molly y su pareja Danny Saucedo, que en el momento de la interpretación se encontraba acompañándola al piano.
En noviembre de 2015, se comenzó a rumorear sobre la posible vuelta de Molly Sandén al Melodifestivalen. Según declaraciones de la propia cadena organizadora, SVT, "Sandén es una prioridad, están tratando de convencerla para participar" y que "podría tratarse de una candidatura vencedora si finalmente participa". El 30 de noviembre, una ilusionada Molly confirmaba a través de las redes sociales su participación en el Melodifestivalen 2016. Su canción, llamada "Youniverse" (compuesta por Molly, Danny Saucedo y John Alexis), fue interpretada en la cuarta semifinal, que se realizó el 27 de febrero de 2016 en el Arena Gavlerinken de la ciudad de Gävle.
La cantante consiguió el pase a la final en segunda posición por detrás de Frans, participando en octava posición en la Final, celebrada en el Friends Arena de Estocolomo. Molly, a pesar de ser una de las favoritas, no consiguió el triunfo, quedando en 6º lugar por detrás de artistas como Ace Wilder, Oscar Zia o Wiktoria. El ganador de la noche sería su rival en Semifinal, Frans, con la canción "If I were sorry".
Tras su paso por el Melodifestivalen, en junio de 2016, la cantante colabora con la rapera sueca Linda Pira en el tema "Ey Gäri".

### 2017-presente: Carrera centrada en Suecia.
En agosto de 2017, Molly Sanden presenta su sencillo "Rygg mot rygg", lo que supone la vuelta hacia la música en sueco, tras más de 7 años publicando singles exclusivamente en inglés. Además la cantante estrena canal VEVO en Youtube. En otoño de 2017, la cantante comienza a promocionar un nuevo tema en sueco titulado "Utan Dig", aunque no lo publica como sencillo. Más tarde sacaría una versión de Utan dig con el rapero Newkid.
El 27 de abril de 2018 lanza su segundo álbum de estudio en sueco, Större, el cual incluye doce canciones, todas ellas en sueco. El álbum llegó a estar en el número 6 del top de ventas de Suecia. 
A finales de mayo de 2018, la artista colabora con Petter y SAMI para el lanzamiento de un nuevo sencillo llamado "Regnet".
El 29 de mayo de 2019, Molly lanza su tercer álbum de estudio en sueco y cuarto en total titulado Det bästa kanske inte hänt än. El álbum llegó a la segunda posición de las listas suecas.
El 26 de junio de 2020 se lanza la película Festival de la Canción de Eurovisión: La historia de Fire Saga a través de Netflix. Molly Sanden canta todas las canciones de la protagonista, Sigrit Ericksdóttir, siendo acreditada como My Marianne.

## Discografía

### Álbumes
| Año  | Álbum                         | Mejor posición |
| Año  | Álbum                         | SUE            |
| ---- | ----------------------------- | -------------- |
| 2009 | Samma himmel                  | 16             |
| 2012 | Unchained                     | 1              |
| 2015 | Like No One's Watching (EP)   | 15             |
| 2018 | Större                        | 6              |
| 2019 | Det bästa kanske inte hänt än | 2              |

### Singles
- 2006: Det finaste någon kan få (Festival de Eurovisión Junior 2006)
- 2007: Allt Som Jag Kan Ge
- 2007: Du Är Musiken I Mig (You Are The Music In Me) feat. Ola Svensson (High School Musical 2)
- 2008: Just Här, Just Nu (Right Here, Right Now) feat. Brandur (High School Musical 3)
- 2009: "Så vill stjärnorna" (Melodifestivalen 2009)
- 2011: "Spread a Little Light"
- 2012: "Why Am I Crying" (Melodifestivalen 2012)
- 2012: "Unchained"
- 2014: "Freak"
- 2015: "Phoenix"
- 2015:  "Like No One's Watching"
- 2015: "Satellites"
- 2016: "Youniverse" (Melodifestivalen 2016)
- 2017: "Rygg mot rygg"
- 2017: "Utan Dig"
- 2018: "Ditt sanna jag" feat. Leslie Tay
- 2018: "Undanflykter"
- 2018: "Större"
- 2018: "Sand"
- 2018: "Kär i din kärlek" (Recorded at Spotify)
- 2018: "Ingen som jag" (Recorded at Spotify)
- 2018: "Jag e (Vierge moderne)
- 2019: "Den som e den"
- 2019: "Rosa Himmel" (OST Störst av allt)
- 2019: "Va det då?"
- 2019: "Det bästa kanske inte hänt än"
- 2019: "Alla våra smeknamn"
- 2020: "Sverige" (Con Victor Leksell y Joakim Berg)
- 2020: "Jag mår bra nu" (Con Newkid)

## Influencias musicales
Según la propia artistas, sus influencias musicales han sido grandes voces como Mariah Carey, Whitney Houston y Celine Dion. Cantantes como Jessie J, Beyoncé y Adele son las cantantes preferidas de Molly Sandén.

## Vida privada
Molly tiene dos hermanas, Frida y Mimmi, que también son cantantes. Molly mantuvo una larga relación con el cantante sueco Eric Saade hasta que terminaron oficialmente a principios de 2012. Sandén confirmó que su canción, "Why am I crying", fue una canción sobre el final de su relación a pesar de que fue escrita antes de que la pareja terminara. A pesar de ello, ambos artistas mantienen buenas relaciones. Desde el 11 de febrero de 2013, Molly mantuvo una relación con el cantante sueco Danny Saucedo. En 2014 ellos se comprometieron. En marzo del año 2019 anunciaron su separación.
El 28 de septiembre de 2012, Molly anunció que fue diagnosticada con Diabetes mellitus tipo 1 después de un colapso durante un paseo en Barcelona. Es una artista comprometida con causas como el cáncer, el buylling, el VIH o la desnutrición infantil.
Entre sus amistades destacan el Príncipe Carlos Felipe de Suecia y su esposa Sofía Cristina, la modelo y bloguera sueca Angelika Blick o las cantantes Zara Larsson y Miriam Bryant. Además de a la música, Molly dedica parte de su tiempo a la moda. Tiene su propia línea de complementos llamada Guldfynd y de ropa llamada My By Molly.
Molly Sanden hizo público en 2017 que padece diabetes.